# Bronisław Biedowicz
Bronisław Biedowicz (ur. 4 lipca 1887, zm. 1978) – polski nauczyciel, urzędnik.

## Życiorys
W 1907 był stypendystą Towarzystwa Pomocy Naukowej imienia Karola Marcinkowskiego dla młodzieży Wielkiego Księstwa Poznańskiego. Został publicystą miesięcznika „Brzask” w Poznaniu.
W okresie II Rzeczypospolitej był nauczycielem. W latach 20. pełnił funkcję wizytatora szkół średnich Okręgu Szkolnego Pomorskiego w Toruniu. Jako wizytator szkół i p.o. naczelnika wydziału w Kuratorium Okręgu Pomorskiego w Toruniu został mianowany naczelnikiem wydziału w tej instytucji od 1 grudnia 1929 i pełnił to stanowisko w kolejnym czasie.
U kresu i po zakończeniu II wojny światowej pracował w Ministerstwie Oświaty w randze podsekretarza stanu (od lipca 1944 do września 1946).
Miał córkę (ur. 1926).
Pochowany 9 marca 1978 na cmentarzu Junikowskim w Poznaniu (pole AZ-P-06).

## Ordery i odznaczenia
- Krzyż Komandorski Orderu Odrodzenia Polski (19 sierpnia 1946)[12]
- Medal 10-lecia Polski Ludowej (15 stycznia 1955)[13]